# Нанн, Тревор
Сэр Тревор Нанн (род. 14 января 1940) — британский режиссёр театра, кино и телевидения, сценарист.

## Биография
Родился в Ипсуиче в семье столяра Роберта Александра Нанна и Дороти Мэй Пайпер. Окончил Даунинг-колледж в Кембридже, где начал свою сценическую карьеру и познакомился с Иэном Маккелленом и Дереком Джекоби. В 1962 году выиграл стипендию, дававшую место стажёра в Белградском театре в Ковентри. В 1964 году стал членом Royal Shakespeare Company, в 1968 году заняв место её художественного руководителя и занимая её до 1986 года. В 1997 году стал руководителем Королевского национального театра в Лондоне, в настоящее время возглавляет лондонский Малый театр.
Более всего известен как режиссёр мюзиклов, в особенности как режиссёр и автор текстов получившего большую известность мюзикла «Кошки». Обладатель целого ряда авторитетных премий в области искусства.
Третьим браком женат на актрисе Имоджен Стаббс.